# Connie Talbot's Holiday Magic
Connie Talbot Holiday Magic es el tercer álbum de estudio la cantante infantil británica Connie Talbot. Lanzado el 13 de octubre de 2009 por AAO Music, cuenta con grabaciones de canciones del álbum anterior de Talbot, Connie Talbot's Christmas Album, así como nuevas canciones.

## Producción
En septiembre de 2009, se anunció que Talbot había sido nombrado embajador infantil de la Campaña Toys for Tots de Marine Corps, un programa de caridad que compra juguetes para niños estadounidenses desfavorecidos. Se anunció que, además de promover la campaña en los anuncios y en la televisión, el próximo álbum de Talbot, Holiday Magic, de Connie Talbot, se dedicaría a la campaña. Además, una parte de los ingresos de las ventas del álbum se donará a la caridad. Talbot dijo que al ser declarada embajadora:

« Estoy triste y feliz-triste porque estoy aprendiendo que hay tantos niños que no son tan afortunados como yo, y estoy feliz de poder ayudar. »
Vicepresidente de la Fundación Toys for Tots Bill Grein dijo

## Lanzamiento y promoción

### Lista de canciones
| N.º | Título                                          | Duración |  |
| 1.  | «"Have Yourself a Merry Little Christmas"»      | 2:58     |  |
| 2.  | «"White Christmas"»                             | 2:42     |  |
| 3.  | «"Silent Night"»                                | 3:36     |  |
| 4.  | «"It's Beginning to Look a Lot Like Christmas"» | 2:41     |  |
| 5.  | «"Do You Hear What I Hear?"»                    | 3:41     |  |
| 6.  | «"Mary's Boy Child"»                            | 2:56     |  |
| 7.  | «"O Little Town of Bethlehem"»                  | 3:25     |  |
| 8.  | «"When a Child Is Born"»                        | 3:36     |  |
| 9.  | «"Frosty the Snowman"»                          | 3:06     |  |
| 10. | «"Rockin' Around the Christmas Tree"»           | 3:24     |  |
| 11. | «"Santa Claus Is Coming to Town"»               | 3:24     |  |
| 12. | «"Walking in the Air"»                          | 3:24     |  |
| 13. | «"Ave Maria"»                                   | 3:24     |  |